# سيرجيو جواو
سيرجيو جواو (بالبرتغالية: Sérgio João؛ بالإسبانية: Sérgio João) هو لاعب كرة قدم برازيلي وبوليفي في مركز الوسط، ولد في 26 ديسمبر 1968 في ريو دي جانيرو في البرازيل. لعب مع أمريكا دي كالي وفيتوريا سيتوبال ونادي أميريكانو ونادي اسبورتيفو نوفا اسبيرانزا ونادي بوليفار ونادي خورخي ويلسترمان ونادي فريبورغنزيه الرياضي.

## وصلات خارجية
- سيرجيو جواو على موقع قاعدة بيانات كرة القدم.إي يو (الإنجليزية)